# Justyna Żurowska-Cegielska
Justyna Żurowska-Cegielska (ur. 8 marca 1985 w Gryfinie) – polska koszykarka grająca na pozycji silnej skrzydłowej, reprezentantka kraju, obecnie zawodniczka Wisły Kraków.
Była zawodniczka klubu Ford Germaz Ekstraklasy – AZS PWSZ Gorzów Wielkopolski (2002-2011) w której pełniła funkcję kapitana drużyny. Uczestniczka meczu gwiazd Polskiej Ligi Koszykówki Kobiet w sezonie 2004/2005.
W sezonie 2011/2012 była koszykarką Lotosu Gdynia. W styczniu 2012 roku została zawodniczką, najpierw Landes Basket, a w maju tego samego roku, Wisły Kraków. W sezonie 2014/15 została wybrana MVP finałów Tauron Basket Ligi Kobiet.
23 maja 2017 została zawodniczką Artego Bydgoszcz. 14 maja 2018 podpisała umowę z Wisłą Can-Pack Kraków.
24 stycznia 2020 dołączyła po raz kolejny w karierze do Wisły Kraków.

## Życie prywatne
Od 31 maja 2014 jest żoną żużlowca Krzysztofa Cegielskiego. 6 kwietnia 2017 roku na świat przyszła córka Krzysztofa i Justyny – Otylia.

## Osiągnięcia
Stan na 24 stycznia 2020, na podstawie, o ile nie zaznaczono inaczej.
Drużynowe
- Mistrzyni Polski (2014–2016)
- Wicemistrzyni Polski (2009, 2010, 2013, 2018[13])
- Brązowa medalistka mistrzostw Polski (2008, 2011)
- Zdobywczyni Pucharu Polski (2014, 2015, 2018[14])
- Zwyciężczyni turnieju z okazji 750-lecia Miasta Gorzowa Wielkopolskiego (2007)[15]
- Finalistka Pucharu Polski (2012, 2013)

Indywidualne
- MVP:
  - sezonu zasadniczego PLKK (2014)
  - finałów PLKK (2014, 2015)
  - turnieju z okazji 750-lecia Miasta Gorzowa Wielkopolskiego (2007)[15]
  - kolejki FGE (17 – 2006/2007)[16]
- Odkrycie sezonu PLKK (2006)[17]
- Zaliczona do I składu PLKK (2016)[18]
- Uczestniczka meczu gwiazd:
  - PLKK (2004, 2005, 2010, 2011, 2014, 2015)
  - Euroligi (2011)[19]
- Liderka PLKK w skuteczności rzutów wolnych (2011)

Reprezentacja
- Brązowa medalistka uniwersjady (2007)
- Uczestniczka:
  - mistrzostw Europy:
    - 2009 – 11. miejsce, 2011 – 11. miejsce, 2015 – 18. miejsce
    - U–20 (2004 – 6. miejsce)

  - uniwersjady (2007, 2009 – 5. miejsce)